# Momo (Itália)
Momo é uma comuna italiana da região do Piemonte, província de Novara, com cerca de 2.724 habitantes. Estende-se por uma área de 23 km², tendo uma densidade populacional de 118 hab/km². Faz fronteira com Barengo, Bellinzago Novarese, Briona, Caltignaga, Oleggio, Vaprio d'Agogna.

## Demografia
| Variação demográfica do município entre 1861 e 2011                               |
|                                                                                   |
| Fonte: Istituto Nazionale di Statistica (ISTAT) - Elaboração gráfica da Wikipedia |